# آرلان (شهرستان کراسنوکامسکی، باشقیرستان)
آرلان (انگلیسی: Arlan, Krasnokamsky District, Republic of Bashkortostan) یک شهرک در شهرستان کراسنوکامسکی استان باشقیرستان کشور روسیه است.